# Suroît (point cardinal)
 (mars 2024).
Si vous disposez d'ouvrages ou d'articles de référence ou si vous connaissez des sites web de qualité traitant du thème abordé ici, merci de compléter l'article en donnant les références utiles à sa vérifiabilité et en les liant à la section « Notes et références ».
Pour les articles homonymes, voir Suroît.
Suroît (nom et adjectif invariables) est synonyme de Sud-Ouest. Ce terme n'est plus usité aujourd'hui, sauf dans le langage marin.
Suroît s'oppose à nordet, synonyme de nord-est. Les mots analogues pour les directions perpendiculaires sont noroît et suet.